# Rangabali
Rangabali (en bengali : রাঙ্গাবালী) est une upazila du Bangladesh dans le district de Patuakhali. En 2011, on y dénombrait 104 128 habitants.